# کارجگان
گارجگان یک روستا در ایران است که در دهستان جلگه ماژان واقع شده‌است. گارجگان ۱۴۶ نفر جمعیت دارد.